# Ramiro Blanco (dramaturgo)
Ramiro Blanco Fernández (1857-1913) fue un médico, dramaturgo y periodista español.

## Biografía
Nació en 1857. Fue, según Ossorio y Bernard, médico, autor dramático y periodista. En 1895 dirigía en Cádiz la Revista Artística y Literaria. Colaboró, asimismo, con diversas publicaciones periódicas, entre las que se cuentan La Niñez (1879-1883), Los Niños (1883-1886), Barcelona Cómica (1894), El Mundo de los Niños (1891), Revista Contemporánea (1887-1899), El Mundo Naval Ilustrado (1898) y Diario de la Marina (1903). De 1897 en adelante fue miembro de la Asociación de la Prensa.
En su faceta de dramaturgo y escritor, fue autor de obras como Historia de doce timos, Tanda de cuentos, Cuentos plácidos, El cercado ageno, Los primos de mi muger, Con permiso del marido, Precauciones de un marido, Don Juanito, El estudiante de medicina en la época de Calderón de la Barca, Curiosidades físico-astronómicas, Una niña mimada y varios textos sobre la figura del militar Álvaro de Bazán. Falleció en 1913.